# 岩松八弥
岩松 八弥（いわまつ はちや、生年不詳 - （一説に）天文18年3月6日（1549年4月3日））は、戦国時代に三河国岡崎城主松平広忠（徳川家康の父）を脇差で刺突した（または刺殺した）との伝承がある人物。山岡荘八の小説『徳川家康』に取り上げられて流布したほか、これを史実として肯定する説がある（後述）。刺突した史料上の初見は、1600年代前半『松平記』および『三河後風土記』と江戸初期からあるが、刺殺説は『岡崎領主古記』などかなり時代が下る。

## 広忠襲撃事件
松平広忠を刺殺したという説のほか、襲ってすらいなかったり、襲っても殺害まで至らないなど諸説ある。
- 大久保忠教の『三河物語』には、岩松八弥の名前および広忠襲撃事件の記載はなく、松平広忠は病死とある。
- 『東照宮御実紀』（徳川実紀）には、岩松八弥が隣国の刺客として、広忠を襲撃して一刀突いたとあるが死去とされていない、後に逝去とあるが死因に記載はない。
- 『岡崎領主古記』[1]には、天文18年3月6日に広忠が岡崎において「横死」したとして以下の所伝を記している。
  - 「佐久間」[2]なる人物が広忠を討つべく家臣を岡崎へ奉公にだした。広忠はこれを「片目弥八」と呼んでいた。この日、広忠が縁側にでて「炎」（灸）を近侍のものにみせていたところ「弥八」が「後ヨリ討奉テ」逃走した。彼は「大手先ノ堀ノ中」で討ち取られた。
- 『三州八代記古伝集』[3]には、広忠は病死したとしつつ（巻8下「広忠公御早世ノ事」）、一説として[4]「片目八弥」による広忠の殺害を次のように記している（同「安城ノ城攻之事」。年次不明）。
  - 「八弥」は「広瀬ノ領主佐久間九郎左衛門」[5]が広忠に近侍させたもので、「兼テ申含メ」られた八弥は「御書寝被成ケル所ヲ不意ニ討奉リ」逃走した。彼は「植村新六郎」によって堀に追い詰められ、討ち取られた。
- 植村家貞の『貞享書上』（内閣文庫刊行本『譜牒余録』中巻723頁および『朝野旧聞裒藁』678頁に採録）には、広忠を脇差で刺したものの殺害するには至らず、八弥はその首を植村新六郎家政[6]にとられ、この功により植村は感状を与えられたと記している。年次は不明である。
- 『武徳大成記』には、天文15年の記述の後に「此頃」の事として記す。それによると、八弥は「隣国のために謀られ」刀を抜いて寝所の広忠を刺した。逃げたところを植村新六郎家政に捕らえられ、2人は堀の中に落ちた。松平信孝が鑓で八弥を突こうとしたが[7]、結局植村がその首を斬ったという（刊行本1巻96頁）。植村が感状を受けたことなども記されている。広忠は病死したとする（刊行本1巻106頁）。
- 『三河後風土記』には、[8]天文14年3月19日、松平広忠が、戸田弾正康光が娘を娶り、祝いの席で皆が奇芸を披露したも、一眼の岩松八彌は武勇はあるが遊芸などを知らず、嘲わられたという。その翌日広忠が手洗い場に立った所を、後方から八弥が村正の脇差で刺そうとした。広忠はこれをかわしたが傷のため追いかけることができず、番替わりで登城の折の植村新六郎家次[9]が異変に気付き、逃亡した八弥を追い詰め、手傷を負うも捕らえた。また松平信孝がこの異変に気付き、槍で八弥を突き留めたという。松平広忠は、傷を負うも死亡には至らず、天文18年3月6日に病死したとする。

## 諸説－「朝野旧聞裒藁」での殺害・非殺害説－
同様に「岩松八弥」として綱文にその名を記す「朝野旧聞裒藁」には以下の所伝が採録されている（汲古書院刊行本1巻673より679頁および740より741頁）。その名を「片目弥八」「片目弥八郎」とするものがあり、また討ち取られた時期についても記述がわかれている。
広忠を殺害したとするもの
- 「龍海院年譜」：天文18年3月6日、広忠16歳のとき「片目弥八郎」が岡崎城中へ忍び入りこれを害したとする。直後に広忠の戒名を記していることから「殺害」を意味するものと考えられる。「上村新六郎」がこれを討ち留めたとしている。
- 「天元年記録」：天文16年3月6日「佐久間九郎左衛門」が「片目弥八」を奉公させて広忠を殺害し、「植村新六」がこれを討ち取ったとする。
- 「岡崎古記」：同じく広忠殺害を16年3月6日とする。「片目弥八」を差し向けたのが「広瀬の佐久間九郎右衛門」（九郎左衛門の誤記か）もしくは「大浜の佐久間某」とする以外は「岡崎領主古記」に同じ。「佐久間九郎左衛門」と記す東大総合図書館蔵「参州本間氏覚書」の記述に文言同じ。
- 三河東泉記には、岡崎城に在城の時、片目弥八に村正の刀で殺害された。上村新六が、弥八を討ち取った、という記述も紹介されている。（三河東泉記全７４ページ目）同・東泉記には、鷹狩の折、一揆に殺害された、織田信秀の策略による物という記述もある。（１７ページ目）ＰＤＦ古文書翻刻ボランティア翻刻一覧より；岡崎市中央図書館。

殺害には至らなかったとするもの
- 「松平記」：呼称は「片目八弥」。天文16年の条に「去年」に、として記される。広忠を「村正」の脇差で突き、植村新六郎と「出会組み堀の中へころび入」ったところを松平信孝に鑓で突き殺された。植村は感状を与えられた。（→巻1。『三河文献集成 中世編』105頁）
- 「官本 三河記」：「片目八弥」。天文16年の条に「去年」に、として。内容上に同じ。
- 「御年譜附尾」：「片目八弥」。内容上に同じだが、天文14年3月のこととして。広忠は「軽創」にして「恙無」しとする。（→巻2）
- 「三河記大全」：14年の条に「片目弥八」として。内容上に同じで、広忠につき「恙なし」。
- 「大永慶長年間略譜」：広忠公の家人「片目弥八郎」。15年冬のこととして。内容上に同じ。広忠と植村は「疵浅シ程ナクシテ癒エルト云」と記す。
- 「三岡記」：「片目弥八郎」。15年冬に「松平三左衛門」に頼まれて広忠に2箇所の傷を負わせた。信孝が鑓で突いたところを植村がその首をとったとする。
- 「治世元記」：同じく「片目弥八郎」だが、14年の条に3月のこととして。内容は「松平記」他に同じ。広忠の傷軽く「早く御平癒」とする。
- 「御先祖記」：14年の条3月に、「片目八弥」として。内容上に同じ。広忠は「早速御平癒」とする。
- 「武徳大成記」：既述。
- 「三州八代記古伝集」：既述。
- 「寛永諸家系図伝」：天文19年に「浅井某」あるいは「蜂屋某」が広忠を「突奉りて」逃げ去ったが「植村出羽守 はじめ新六郎」がその首をとったとする。広忠が殺害されたかどうかは記すところがない。「朝野旧聞裒藁」はその按文において、「浅井」とは「松平記」他に「異心の企てあり」と記された者（→前掲『三河文献集成 中世編』104頁。知行と引き換えに広忠を切ることを松平信孝に申し入れたという「岡崎衆浅井」）を誤り伝えたものであるといい、また「蜂谷」は「岩松八弥」の姓名を「詳らかにせずして」記したものであると述べ、年代・事実ともに従いがたいとしている。
- 「貞享 植村右衛門佐 書上」：既述。
- 「及聞秘録」：年次不明。「片目弥八」が「恨事有奉」て広忠を「村正」の脇差で突いた。これを仕損じた彼は植村に組み伏せられ、検議の上で刑に処せられたとする。

以上の所伝を採録した上で「朝野旧聞裒藁」は広忠病死説を採っている。「又曰く」としてそれを述べる「三州八代記古伝集」を除けば、広忠殺害を記すのは「龍海院年譜」「天元年記録」「岡崎古記」ということになる。

## 広忠襲撃の伝承の特徴
少なくとも江戸期に成立した史書の多くは、官撰のもの（『武徳大成記』）とそうでないもの（『武徳編年集成』名著出版上巻28頁）、初期に成立したもの（『三河物語』『松平記』）と後年の編纂物（『徳川実紀』など。刊行本1巻24、25および26頁）に関わらず、広忠は病死したと記している。しかしそれらがいずれも江戸において著述もしくは編纂された史書であるのに対し、広忠が近侍の者に殺害されたことを記録としてとどめる『岡崎領主古記』『龍海院年譜』『三州八代記古伝集』が三河で編述されたものであるところに、一連の伝承の特徴が認められる。

## 岡崎領主古記
成立は、正保2年（1645年）～寛政10年（1798年）の間と考証されるが、実際には、寛政11年（1799年）写のモノしか確認できない。また、文中には、井上信好書写朱字加筆および加茂久算貼紙貼付のされている箇所が多数あり、朱書きや貼り紙の部分の加筆も含めれば、江戸末期の成立といえる。加筆部分は、本文中の間違いを指摘するモノがあり、史料価値に問題がある。片目弥八の広忠襲撃事件においても、朱書きで、御年譜附尾には、この事件は天文14年3月のことで、傷浅く、天文18年3月逝去。と書き入れがあり、井上信好も徳川家年譜との違いを疑問視している。
また、原本は水野監物秘蔵本としながらも、桶狭間の合戦の折の刈谷城落城の時の城主を、水野藤九郎守世、朱書きで系図に守近とするも、いずれも誤りで、正しくは水野信近である。守世、守近なる人物名は存在せず、信近の前の城主の水野近守を誤ったものと思われる。
また、徳川家の天文年中の五奉行（豊臣五奉行の模倣？）の人名が、記載されるが、岡崎市の浄珠院の古文書の天文五年の広忠公奉行人連署證文の人名と1人も一致せず、こちらは7名である。　

## 「弥八」「八弥」の出自とその子孫に関する伝承
前掲「及聞秘録」の中に「弥八」の出自に関する記述がある。その文意は以下のようなものである。
- 清和源氏の流れをくむ「岩松次郎経家」の末孫に「幸若与惣太夫」という者がいた。
- 父「与太夫」は三河の「一向衆門徒ノ徒乱」の際、その宗旨に関わらず松平宗家に忠節を尽くした。
- この「与太夫」の祖父が「片目弥八」である。
- 「弥八」が誅せられた後、その子孫は殺害されたが、幼いためにその命を助けられた者がいた。この者は「幸若」の弟子となり「舞々」となった。

この「一向衆門徒ノ徒乱」が永禄時代の三河一向一揆を指すのならば、助けられたのは「与太夫」ということになる。しかし「舞々」になった子供を「与太夫」とする明確な記述がない。またこの後の記述は「幸若与惣太夫」が「天下御統一之後正月三日ノ御謡始」に「御流ヲ頂戴」したというものに変わってしまうため、さらに理解が困難なものとなっている。各人に関しての不確かな伝承が記述に反映されたものと考えられる。
また「改正三河後風土記」に次のような記述がある（秋田書店刊行本上巻173より175頁）。
- 譜代の武士「岩松八弥」の出自は新田氏末裔の岩松氏であり、またその武功を顕して、自ら「片目八弥」と称していた。
- 天文14年3月「何の子細もなく」村正の脇差をぬいて広忠を突いた。仕損じて逃げたところを植村新六郎に討ち取られた。
- 1人の子は処刑されたが、6歳の孫は助けられて「越中の住人桃井の末孫 幸若」の弟子となった。その名を「幸岩」としたがこれは「岩松」と「幸若」のそれぞれの一字を合わせたものである。また成長してその名を「与太夫」とした。
- その子「与三太夫」は徳川秀忠の「御咄の衆」となり、剃髪して「真斎」と号した。その子「忠八郎」は「舞々大夫」をゆるされた。

## 「岩松八弥」の名称
「岩松八弥」という名がすべての史料に出てくるわけではない。
- 昭和9年（1934年）の『岡崎市史別巻 徳川家康と其の周囲』上巻（191頁）では、広忠殺害とその実行者を「岩松八弥」として記す。『新編 岡崎市史2』（1989年）も『岡崎市史別巻上』の結論を認めた上で、「三河物語」と「松平記」が広忠の殺害を記さないのは、父・清康に続き2代にわたって横死した事実を忌み嫌った「作為」のためであろうとしている（709より711頁）。
- 「三河物語」には「八弥」「弥八」のいずれも現われない。また広忠が傷害を負ったことも記されていない。
- 「岡崎領主古記」「三州八代記古伝集」共に「八弥」の姓名については記すところがない。
- 植村右衛門佐による「貞享書上」に「岩松八弥」という名がみえる。
- 大正15年（1926年）発行の『岡崎市史 第1巻』334頁も「八弥に刺されて没した」と断定している。しかしこの段階では「岩松」とはしていない。
- 「武徳大成記」では「岩松八弥」の名を記す。

## 「佐久間切り」
「三河物語」に次のような逸話がある。広忠に呼び出された「天野孫七郎」は「広瀬の佐間ヲ切テ参レ」と命じられた。これを受けて「佐間」に仕えた彼は、その寝所に忍び込んで首を切ったという。また「譜牒余録」の「天野孫七郎事跡」は、広忠の死を天文18年3月とした上で、同年10月に「参州広瀬の城主 佐久間九郎左衛門」の首を斬り、その功績により阿部定吉、石川忠成の連署で50貫文の知行を与えられたこと、また今川義元からも感状を受けたとして、これを文書の形にして記している（刊行本上巻94および95頁）。
「岡崎領主古記」は広忠暗殺の「計略顕レ知レ」と記し、天野による佐久間殺害をその報復であったとする。しかし「三州八代記古伝集」や広忠病死説をとる「武徳大成記」は彼の行動を広忠の命によるものと記している（刊行本1巻87および88頁）。後者はその理由を「佐久間」が広瀬城に立てこもり近隣を掠めたことにもとめるが、広忠殺害説を支持する「新編 岡崎市史2」は「三河物語」が広忠横死を隠蔽したために、天野の武勇伝の位置づけを変えたのだと推測している（711頁）。一方で、広忠病死説を支持する村岡幹生は佐久間と広忠の間に遺恨があり、それがきっかけで佐久間の命を受けた八弥が広忠を衝撃したとしても、それを広忠の死因とする裏付けは何もない以上、当然佐久間殺害も暗殺の報復とは言えないとする（村岡は佐久間が斬られたのは安祥城攻防戦の最中であったとしている）。また、広忠暗殺が事実であったとした場合、それによってメリットを受けるであろう暗殺を仕掛けた勢力によって何らかの行動が発生すると考えられるのに、そうした動きは特別に見られないとして、暗殺説は後世の付会に引きずられた意見でしかないとしている。

## 登場作品
- 『徳川家康』 （NHK大河ドラマ 1983年)、演：村田雄浩